# Eurasia Group
Eurasia Group é uma empresa de consultoria e pesquisa de risco político fundada em 1998 por Ian Bremmer, com escritórios em Nova York, Washington, DC, Londres, Tóquio, São Paulo, São Francisco, Brasília e Singapura. A empresa fornece análises e conhecimentos sobre como os desenvolvimentos políticos movem os mercados e moldam os ambientes de investimento em todo o mundo. Em 2010, Patrick Tucker, da World Future Society, descreveu o Eurasia Group como "a maior consultoria de risco político do mundo" enquanto Bremmer foi chamado de "guru" no campo pela The Economist e pelo The Wall. Street Journal, além de ser creditado por trazer a ciência política como uma disciplina para os mercados financeiros.